# Јанко Врбњак
Јанко (Матијас) Врбњак (Моравци, Словенија, 20. октобар 1931— Београд, 5. јун 1988) био је српски глумац, аниматор и технолог, пионир луткарства и један од најистакнутијих позоришних стваралаца за децу Социјалистичке Федеративне Републике Југославије.

## Биографија
Јанко Врбњак је рођен у Моравцима (Љутомер) у Словенији у радничкој породици. Након завршетка Другог светског рата, преселио се са мајком у Београд, где је завршио ташнерски занат. Био је члан драмске секције Културно уметничког друштва "Полет", а 1949. године је положио пријемни испит за Драмски-луткарски студио при Позоришту лутака Народне Републике Србије, одмах по његовом оснивању. Професори од којих је учио били су: др Ђорђе Живановић, редитељ Предраг Динуловић, Божидар Валтровић и Димитрије Чипчић.

### Ангажмани
- Од 1949. до краја 1951. ради у Позоришту лутака НР Србије у Београду;

- 1952. године је у Народном позоришту „Тоша Јовановић” у Зрењанину, где након пријема у Савез комуниста Југославије добија задатак да оснује Луткарску сцену која је отворена премијером представе "Ивица и Марица" по Хансу К. Андерсену 17. маја 1952. Иако је сама представа наишла на леп пријем и одиграна је још петнаест пута, иза кулиса је било мало заинтересованих за израду лутака и припрему али и само извођење представа за децу од стране првих академских глумаца. Томе у прилог говори и чињеница да су четири улоге одиграли (брачни пар) суфлерка и шеф рачуноводства. Након сагледавања свих тешкоћа, те видевши да у таквим условима рада не може бити просперитета, Јанко се већ исте јесени враћа у Београд.
- Септембра 1952. прелази у београдско Марионетско позориште, данашње Мало позориште "Душко Радовић" у којем остаје до свог последњег дана.[1]

### Умећа и остварења
Јанко Врбњак је одиграо више од 120 улога у луткарским представама. Такође се остварио извођењем у пет луткарских филмова.
Као мајстора луткарства, његово најзначајније остварење била је представа Наше игре (1961), у кореографији и сценографији Јелене Беложањски, у којој је извео народну игру Гламочко коло, анимирајући осам лутака са укупно шездесет четири жице.
Јанко Врбњак је, такође, био мајстор дизајнирања лутака. Он би луткама качио куке око струка, чиме би добијао већу покретљивост и лакоћу у својој манипулацији.
Наступао је на многим фестивалима али је био и део редовног свечаног програма приликом долазака међународних државних делегација код председника Југославије Јосипа Броза Тита. 
Јанко Врбњак је имао своју групу под називом Позориште минијатура. Био је водећа личност српске луткарске представе и извођења током друге половине 20. века.
Био је члан већа Бијенала југословенског луткарства у Бугојну. 

### Награде и признања
Својом индивидуалношћу, истраживањима, иновацијама, стилом и резултатима, Јанко Врбњак је снажно утицао на развој београдске и југословенске луткарске уметности. Једини је глумац аниматор који је добио Орден за рад са сребрним венцем за 30 година уметничког рада.

#### Остале награде на Сусретима позоришта лутака СР Србије
- 1972. (VI Сусрети у Новом Саду) за анимацију у представи Јелене Беложански, Разиграно срце

- 1974. (VIII Сусрети у Земуну) за глумачко остварење улоге Оца у представи Ко зна боље, широко му поље
- 1975. (IX Сусрети у Нишу) за глумачко остварење улоге Тончија у представи Даринке Кладник, Партизанска разбибрига, режија Душко Родић
- 1976. (XI Сусрети у Зрењанину) за глуму и анимацију у представи Александра Поповића, Судбина једног Чарлија, режија Бранислав Крављанац
- 1977. (XI Сусрети у Суботици) за глумачко остварење улоге чича Романа у представи Гордане Брајовић, Кишобран за двоје, режија Вера Белогрлић
- 1980. (XIV Сусрети у Земуну) за глумачко остварење улоге Цара у представи Павела Јершова, Коњић Грбоњић, режија Јура Јелисејев
- 1983. (XVII Сусрети у Нишу) за глумачко остварење у представи Александра Поповића, Снежана и 7 увозних патуљака, режија Слободанка Алексић[4]

#### Награда на Бијеналу југословенског луткарства у Буугојну
- 1979. награда за глуму за улогу чича Романа у представи Гордане Брајовић, Кишобран за двоје, режија Вера Белогрлић[4]

### Награда за најбољу анимацију "Јанко Врбњак"
После његове смрти, установљена је (1989) награда са његовим именом, за најбољу анимацију, коју додељује Мало позориште “Душко Радовић” на Сусретима професионалних позоришта лутака Србије. 